# 란잔 신호장
란잔 신호장(일본어: 嵐山信号場)은 일본 사이타마현 히키군 란잔정에 있는 도부 철도 도조 본선의 신호장이다.

## 개요
무사시란잔 역에서 하행 오가와마치 역 방면 약 3.0 km(중심의 이케부쿠로에서 60.1 km)지점에 있다. 무사시란잔 역 측이 복선, 오가와마치 역 측이 단선이 되는 복선 시·종단형 신호장이며, 도조 본선의 복선 구간의 종단이다. 신린코엔 ~ 오가와마치 간 복선화 공사 시에 처음에는 오가와마치까지 복선으로 할 계획이었지만 동일본 여객철도 하치코 선과 교차부의 공사를 피하기 위해 이 신호장을 개설하고 복선화 구간을 단축했다. 이 신호장의 개설에 따른, 무사시란잔 시발·종착 열차의 설정이 폐지되었다.

## 역 주변
- 국도 제254호선

## 역사
- 2005년 3월 17일: 개설.

## 인접역
| 도부 철도 ■ 도조 본선            | 도부 철도 ■ 도조 본선 | 도부 철도 ■ 도조 본선        |
| -------------------------------- | --------------------- | ---------------------------- |
| TJ-32 무사시란잔 이케부쿠로 방면 |                       | 오가와마치 TJ-33 요리이 방면 |